# Mike Nuga
Michael Abiodun Nuga (nacido el 27 de diciembre de 1997 en Lagos, Nigeria), conocido como Mike Nuga, es un jugador de baloncesto nigeriano que también cuenta con la nacionalidad canadiense. Con 1,88 de estatura, juega en la posición de escolta en el Cáceres Patrimonio de la Humanidad, club español de LEB Oro.

## Trayectoria
Nacido en Lagos (Nigeria), creció en Toronto (Canadá) y comenzó su formación universitaria en el Eastern Florida State College de la NJCAA norteamericana. Tras destacar en su segunda temporada, fue recultado en 2018 por la Universidad de Portland State, donde jugó una única campaña antes de ser transferido, previo año en blanco (redshirt) debido a las normas de traspasos de la NCAA, a la Universidad de Kent State. En esta entidad promedió 17.8 puntos y 5.5 rebotes en la temporada 2020/21, llamando la atención de la Universidad de Nevada-Las Vegas donde recaló en 2021/22, graduándose con medias de 6.1 puntos y 2.2 rebotes. 
En 2022 inicia su carrera profesional firmando con los Saskatchewan Rattlers, club de la liga CEBL canadiense. En enero de 2023 firma con los London Lightning, perteneciente a la Liga NBL también de Canadá, elevando sus prestaciones hasta los 13.4 puntos y 5.1 rebotes de media y siendo elegido mejor jugador nacional de la competición. En el mes de mayo reingresa en los Rattlers, donde promedia 13.3 puntos y 3.2 rebotes.  
Inicia la temporada 2023-24 de nuevo en los London Lightning, ahora en la Liga BSL, donde disputa 9 encuentros con medias de 16.7 puntos y 4.4 rebotes, dejando el equipo en el mes de febrero para acto seguido fichar por el Cáceres Patrimonio de la Humanidad, de la Liga LEB Oro española, donde termina la temporada acreditando medias de 9.8 puntos y 3.2 rebotes.

## Internacionalidad
Es internacional con la selección nacional absoluta de Nigeria. 